# Nicola Stuart-Hill
Nicola Stuart-Hill (* 1979) ist eine britische Schauspielerin.

## Leben
Stuart-Hill wurde in Großbritannien geboren. 2006 schloss sie die Mountview Academy of Theatre Arts in London ab. Ihre erste Filmrolle hatte sie 2006 im Kurzfilm Wicked Good with Gavin Barnard. 2016 war sie in fünf Episoden der Mini-Fernsehserie Thirteen zu sehen. 2017 spielte sie eine der Hauptrollen im Spielfilm King Arthur: Excalibur Rising. Nach Besetzungen in Fernsehserien, hatte sie 2019 eine Rolle im Spielfilm Ip Man 4: The Finale.

## Filmografie (Auswahl)
- 2006: Wicked Good with Gavin Barnard (Kurzfilm)
- 2007: Four Two Seven
- 2009: Diego’s Story (Kurzfilm)
- 2009: Enough Rope
- 2009: Deep Lies
- 2013: Disintegrate
- 2014: In Flesh (Kurzfilm)
- 2015: The Honourable Rebel
- 2015–2016: Hetty Feather (Fernsehserie, 2 Episoden)
- 2016: Thirteen (Minifernsehserie, 5 Episoden)
- 2016: Afro Punk Girl (Kurzfilm)
- 2017: King Arthur: Excalibur Rising
- 2018: Emmerdale (Fernsehserie, Episode 1x8109)
- 2018: Genius (Fernsehserie, Episode 2x05)
- 2019: The Lake Erie Murders (Fernsehserie, Episode 1x06)
- 2019: Bad Mother (Kurzfilm)
- 2019: In the Long Run (Fernsehserie, Episode 2x03)
- 2019: Ip Man 4: The Finale (Yip Man 4)
- 2020: Gap (Kurzfilm)
- 2022: Doctors (Fernsehserie, Episode 22x133)
- 2023: Casualty (Fernsehserie, Episode 37x38)